# Christoph Philipp Richter

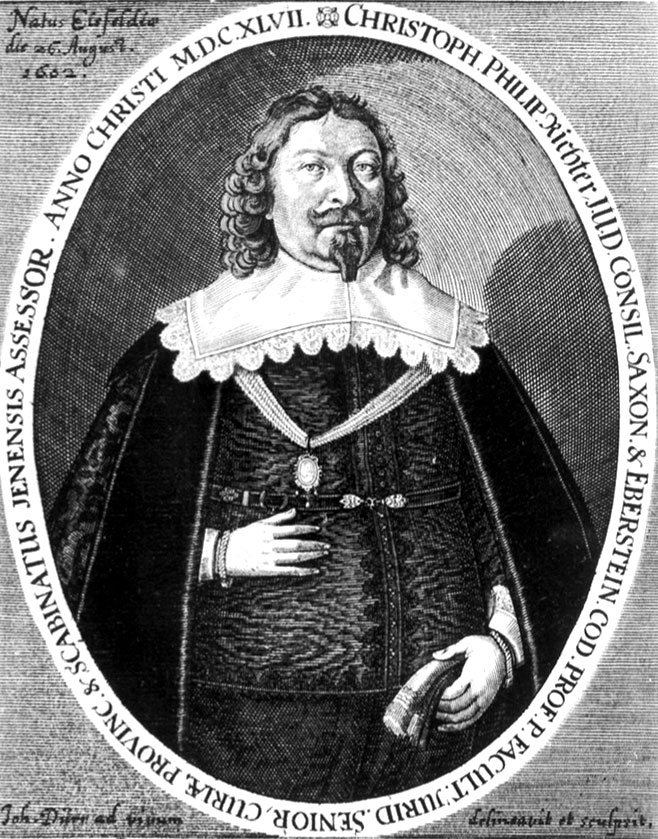
Christoph Philipp Richter

Christoph Philipp Richter (* 26. August 1602 in Eisfeld; † 31. Dezember 1673 in Jena) war ein deutscher Rechtswissenschaftler.

## Leben
Richter war ein Sohn des aus Steyr in Österreich vertriebenen protestantischen Theologen und seit 1599 als Superintendenten in Eisfeld tätigen Balthasar Richter (* 15. Februar 1555; † 16. Mai 1607) und dessen am 5. Oktober 1599 geheirateten zweiten Frau Margaretha Hiemer (* 10. Juni 1579; † 10. November 1622), Tochter des Notars und Gredemeisters Mag. Christoph Hiemer.
Anfänglich besuchte er die Schule in Eisfeld und erhielt vom Vater weitere Anleitungen. Nachdem sein Vater gestorben war, zog seine Mutter zu Verwandten nach Coburg, wo er das Casimirianum Coburg frequentierte. Diese Bildungseinrichtung verließ er nach seiner am 24. Oktober 1620 gehaltenen Abschiedsrede. Mit einem Regensburger Stipendium ausgestattet, bezog er im selben Jahr die Universität Jena, wo er 1622 das Baccalaurat der Philosophie erwarb. Danach wendete er sich dem Studium der Rechtswissenschaften zu. Als 1626 in Jena die Pest wütete, begab er sich an die Universität Altdorf, wo er seine Studien fortsetzte. Anschließend unternahm er eine Studienreise an verschiedene deutsche Universitäten, welche ihn wieder nach Jena führte.
Hier wurde er 1629 als Kandidat der Rechte in Jena aufgenommen und am 20. Mai 1630 promovierte er unter Dominicus Arumaeus zum Doktor der Rechte. 1632 erhielt er eine Stelle als Wittumsrat der Gräfin zu Gleichen und wurde Hofrat des Freiherrn Christian Schenck zu Trautenburg und Frauenprießnitz. Am 19. September 1632 wurde er Hofgerichtsadvokat in Jena und, nachdem er auf sich aufmerksam gemacht hatte, am 4. September 1637 Professor der Rechte, womit eine Assessorstelle am Hofgericht verbunden war. Am 3. November 1647 wurde er in Prag durch Kaiser Ferdinand II. zum kaiserlichen Hofpfalzgraf ernannt und wurde Erbherr auf Lobeda sowie Loberschütz. Nach dem Tod von Erasmus Ungebaur trat er an die Stelle des ersten Ordinarius der Juristenfakultät und Leiter des Hofgerichts. Zudem beteiligte sich auch an den organisatorischen Aufgaben der Salana. So war er achtzehn Mal Dekan der Juristenfakultät und in den Wintersemestern 1643, 1654 sowie 1666 Rektor der Alma Mater.
An einer Bronchitis verstorben, begrub man seinen Leichnam am 4. Januar 1674 in der Jenaer Kollegienkirche.

## Familie
Richter war zwei Mal verheiratet.
Er hatte sich in erster Ehe am 4. Januar 1627 mit Catharina Heintze (* 5. Oktober 1600 in Erfurt; † 15. Oktober 1668 in Jena), der Tochter des Erfurter Adligen Heinrich Heintze verheiratet. Aus der Ehe ging ein Sohn und vier Töchter hervor, von denen drei im Kindesalter starben. Erwachsen wurden nur die Töchter Anna Catharina (* 17. Juni 1629; † 17. April 1657) und Anna Maria Richter (* 11. April 1634; † 12. Februar 1662), welche sich am 6. November 1648 mit dem Jenaer Rechtsprofessor Georg Adam Struve verheiratete.
Seine zweite Ehe schloss er am 26. April 1669 Clara Hoffmann (* 1622; † 1690), die Tochter des fürstlich sächsisch magdeburgischen Stadtschultheißes in Halle Melchior Hoffmann (* 27. August 1586; † 9. März 1662) und dessen Frau Clara Hahn (* 1. Mai 1595; † 28. Mai 1659), die Witwe des Jenaer Ratskämmers und Kaufmanns David Bamberger.

## Werke (Auswahl)
- Disputatio I. De Collegiis In Genere. Jena 1621 (books.google.de).
- Disputatio Prima Continens Regulas, Quaestiones, Aliasque Observationes circa materiam Conttractuum, qui Repersiciuntur, in cottidiano foro occurrentes. Jena 1627 (books.google.de).
- Disputatio Prior De Constitutione Reipublicae. Jena 1629 (books.google.de).
- Tractatus de contractibus, tam forensem quam theoricum usum perspicue explicans. Jena 1631 (books.google.de).
- Disputatio juridica de interpretatione contractuum. Jena 1637 (books.google.de).
- Disquisitio inauguralis, ad artic. 47. lib. 3. landrecht, junct. ordinat. Process. judic. Elect. Saxon. tit. 31 De Juramento Minutionis. Jena 1639, (books.google.de).
- Disputatio Inauguralis, De Successione Legitima Feudali Communi Et Saxonica. Jena 1640 (books.google.de).
- Disp. iur. de iure monetarum. Jena 1643 (books.google.de).
- Disp. inaug. de dotalitio. Jena 1644 (books.google.de).
- Diss. iur. inaug. de apostolis. Jena 1646 (books.google.de).
- Diss. iur. de furto. Jena 1647 (books.google.de).
- Disp. iur. de iure monetarum. Jena 1648 (books.google.de).
- Collegii Publici Ad Tit. 22. libr. 6. Cod. Qui Testamenta Facere Possunt Velnon, Disputatio V. Jena 1649 (books.google.de).
- Tractatus de iure et privilegiis creditorum. Jena 1650 (books.google.de).
- Legumlatoris Supremi annuente Clementia. Jena 1651 (books.google.de).
- Disp. inaug. iur. de exceptione non numeratae pecuniae. Jena 1652 (books.google.de).
- Dissertatio Inauguralis De Haeredum Prima Et Secunda Institutione, alias Substitutione. Jena 1653 (books.google.de).
- Disp. jur. inaug. de contractibus innominatis. Jena 1654 (books.google.de).
- Disputatio Iuridica De Novi Operis Nuntiatione. Jena 1655 (books.google.de).
- Disputatio iuridica inauguralis de homicidio. Jena 1656 (books.google.de).
- Disputatio Iuridica De Furtis. Jena 1657 (books.google.de).
- Disputationem Inauguralem De Prosopolepsia, Circa Infligendas Poenas. Jena 1658 (collections.thulb.uni-jena.de).
- Disputatio Prima, In qua Resolutiones Authenticarum Lib. I. Tit. II. Cod. adjectus …. Jena 1659 (books.google.de).
- Tractatus de pactis. Jena 1660 (books.google.de).
- Expositio omniu authenticarum codici Justiniani insertarum. Jena 1661 (books.google.de).
- Discursus Iuridicus De Senatusconsulto Macedoniano. Jena 1662 (books.google.de).
- Disp. iur. de obstagio. Jena 1663 (books.google.de).
- Disputatio inauguralis juridica, De aggravatione delictorum. Jena 1664 (books.google.de).
- Disp. iur. inaug. de defensione necessaria extraiudiciali. Jena 1665 (books.google.de).
- Collegii iur. de coniunctionum significatione disp. I. Jena 1666 (books.google.de).
- Collegii iur. de coniunctionum significatione disp. III. Jena 1667 (books.google.de).
- Consila & responsa. Jena 1668, 8. Bände.
- De Desertione Litis Civilis. Jena 1669.
- Theses iur. quas de iure nuptiarum, venere illicita, eiusque poenis. Jena 1670, (books.google.de).
- De cursu publico et angariis et parangariis, deque temonario onere ex inclytae Fac. Jurid Decreto. Jena 1671 (books.google.de).
- Diss. inaug. iur. de iudicio sortis. Jena 1672 (books.google.de).
- Consilia et responsa. Jena 1673 (books.google.de).
- Diss. iur. inaug. de apostolis. Jena 1676 (books.google.de).
- Disp. inaug. iur. de pallio episcopali. Jena 1678 (books.google.de).
- Expositio Auth[enticarum] habita cod. ne filius pro patre. Jena 1679 (books.google.de).
- Decisiones juris, P. III. Gotha 1689, 3. Bände.